# Éldis Fernando Damasio
Éldis Fernando Damasio (født 13. januar 1981) er en brasiliansk fodboldspiller, som spiller for den japanske fodboldklub Gainare Tottori.